# Fairey Ultra-light Helicopter
El Fairey Ultra-light Helicopter fue un pequeño helicóptero militar británico destinado a ser utilizado para reconocimiento y evacuación de heridos, diseñado por la Fairey Aviation Company.
El Ultra-light se concibió como un helicóptero sencillo, económico y fácilmente transportable. Carecía de rotor de cola debido a la decisión de propulsarlo mediante reactores de punta no convencionales ubicados en los extremos de las palas del rotor. Fue seleccionado entre varios proyectos en competición para cubrir el requerimiento del Ministerio de Abastecimiento de un helicóptero ligero para el Ejército Británico con fines de observación aérea. Las primeras pruebas con prototipos resultaron prometedoras; sin embargo, factores políticos finalmente socavaron el proyecto.
El Ultra-light se vio perjudicado por las economías de defensa británicas de finales de la década de 1950, así como por la intensa competencia de empresas rivales con sus propios proyectos de helicópteros ligeros, en particular el Saunders-Roe Skeeter. Si bien Fairey intentó desarrollar el Ultra-light de forma independiente, promoviéndolo para el mercado civil y obteniendo la certificación de tipo adecuada para dicho uso, finalmente no recibió pedidos. La empresa abandonó el proyecto y optó por centrarse en el Fairey Rotodyne, de mayor tamaño, que compartía algunas características de diseño.

## Desarrollo

### Orígenes
A principios de la década de 1950, el Ejército Británico mostró un gran interés en el posible uso de helicópteros compactos en misiones de observación aérea. En 1953, el Ministerio de Abastecimiento británico emitió un requerimiento para un helicóptero biplaza de bajo coste, apto para tareas de reconocimiento, evacuación de heridos y entrenamiento. Esta especificación se consideró bastante exigente, ya que solicitaba que fuera capaz de alcanzar altas velocidades y regímenes de ascenso incluso en condiciones tropicales. El helicóptero también debía ser transportable en la parte trasera de un camión estándar del Ejército de tres toneladas, lo que reducía considerablemente las dimensiones del futuro vehículo.
Otros requisitos para el futuro helicóptero ligero incluían una autonomía de vuelo de una hora y la posibilidad de transportar cargas ligeras como combustible y herramientas, así como tropas heridas en camilla. Inicialmente se solicitó un asiento de observador orientado hacia atrás, pero se descartó en revisiones posteriores. En esa época, las turbinas de gas de nuevo desarrollo empezaban a resultar atractivas tanto para los diseñadores de helicópteros como para los futuros operadores, y el Ejército Británico incluyó el uso de dicho motor entre sus requisitos.
También existía interés en producir helicópteros con rotores accionados por las puntas, lo que ofrecía la ventaja de evitar el par que producirían los rotores accionados por una transmisión convencional, así como el consiguiente requisito de incorporar un rotor de cola de compensación de par, complejo y vulnerable. Algunos diseños contemporáneos, como el Sud-Ouest Djinn, sangraban aire a alta presión desde el motor directamente a las puntas; Fairey había estado trabajando en un sistema donde este aire se mezclaba con combustible en las puntas y se quemaba. Dichos métodos ya se habían probado en vuelo en el Fairey Jet Gyrodyne, y Fairey decidió que la técnica sería adecuada para un helicóptero compacto.

### Competición y selección
En respuesta a la publicación del requisito se presentaron diversas propuestas; entre ellas, Fairey Aviation con su Ultra-light Helicopter que aprovechaba la propulsión a reacción de punta, Saunders-Roe con una versión más pequeña del Saunders-Roe Skeeter, el 190 propuesto por Bristol Aeroplane Company, una propuesta de flujo guiado de Percival Aircraft, Short Brothers propuso el Short SB.8 más grande y una propuesta con estatorreactor del pionero de helicópteros austríaco Raoul Hafner.
Se había identificado un motor adecuado para un helicóptero compacto: el turborreactor Turbomeca Palouste, para el cual ya se habían alcanzado acuerdos independientes con la firma británica Blackburn para producirlo bajo licencia de Turbomeca. Fairey adoptó el motor Palouste, que suministraba aire comprimido a través de las palas huecas del rotor a los reactores de punta. Según el autor de aviación Derek Wood: «El Fairy Ultra Light era una obra maestra de la simplicidad. Obviaba el rotor de cola, ya que el rotor principal, movido por las puntas, carecía de par, y eliminó los ejes, engranajes y embragues asociados a los diseños con motor de pistón».
En respuesta al diseño detallado que Fairey había presentado para su propuesta, el Ministerio decidió otorgarle a la empresa un contrato para producir un total de cuatro aeronaves de desarrollo para fines de demostración y pruebas de vuelo; la empresa luego decidió construir otros dos helicópteros más con financiación privada.

## Diseño
El Fairey Ultra-light Helicopter surgió como un biplaza compacto, propulsado por un único motor turborreactor Turbomeca Palouste, fabricado bajo licencia por Blackburn. Se montaba semiexterno a nivel del suelo, detrás de los asientos. El motor contaba con un compresor de gran tamaño para suministrar aire a los reactores de punta a 275 kPa (40 psi); esta disposición eliminaba la necesidad de un rotor de cola para contrarrestar el par, que no era un factor con la configuración de propulsión de punta adoptada. El motor Palouste era, con diferencia, el elemento más costoso del Ultra-light, representando, según se informa, más del 50 % del coste de compra de la aeronave.
El Ultra-light se construyó alrededor de una caja de aleación ligera que colocaba el pilón del rotor montado en caucho en el centro de la superficie superior; una unidad de rotor oscilante de dos palas movidas por punta se colocó sobre el pilón del rotor. El diámetro del rotor era 8,62 m, mientras que el peso total del Ultra-light era de sólo 820 kg. El combustible se almacenaba en un único depósito autosellante, ubicado dentro de la caja.
La estructura de caja de aleación estaba fijada a un brazo de cola de viga de caja, sobre el cual se montaban el motor, un estabilizador horizontal, un estabilizador vertical y superficies de timón. El timón se proyectaba por debajo del brazo hacia el chorro de aire y proporcionaba un control de guiñada eficaz incluso con la aeronave en estacionario. El tren de aterrizaje consistía en un par de patines tubulares de acero fijados directamente a la estructura de caja; se podían acoplar barras de transporte a los patines para permitir el transporte manual del helicóptero.

## Historia operacional

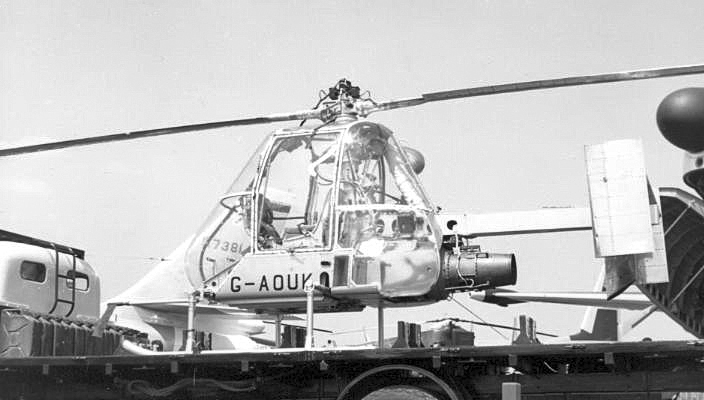
En un camión, en el Salón Aeronáutico de París de 1957.

El 14 de agosto de 1955, el primer prototipo del Ultra-light Helicopter realizó su vuelo inaugural. Hizo una aparición pública en la exposición de la Sociedad de Constructores de Aeronaves Británicos (SBAC) celebrada en Farnborough en septiembre de ese año. Durante la demostración en Farnborough, el Ultra-light demostró su capacidad para operar desde la parte trasera de un camión de tres toneladas, uno de los requisitos más importantes del Ejército Británico.
Tras su finalización, se realizaron varias modificaciones al primer prototipo. Originalmente, esta máquina sólo contaba con el timón en el extremo del botalón, pero posteriormente se le añadió un estabilizador horizontal con empenajes de placa terminal. Un cambio menos evidente fue la incorporación de un control de paso cíclico asistido hidráulicamente. El segundo prototipo contaba con una cabina modificada que permitía el transporte de heridos en camilla. Un par de Ultra-light fueron equipados con un rotor de diámetro ligeramente mayor (9,75 m en lugar de 8,6 m) con el fin de mejorar el rendimiento en situaciones donde la compacidad no era un factor determinante. Se había reconocido la necesidad de que las palas del rotor tuvieran una vida útil más larga.
Se realizaron numerosas demostraciones de las capacidades del Ultra-light en exhibiciones aéreas, durante ejercicios militares y en el mar, incluido un despliegue a bordo del destructor de la Clase U HMS Grenville. Sin embargo, el Ejército Británico se había centrado más en el Saunders-Roe Skeeter y en abordar las deficiencias de este helicóptero, como la resonancia terrestre y los problemas con el motor. Según Wood, el Skeeter rival había causado una buena primera impresión en Alemania y había atraído la oferta de un pedido militar para el modelo por parte del Gobierno alemán, pero esto con la condición de que el Skeeter fuera adoptado también por las fuerzas armadas británicas. Por lo tanto, en Whitehall se tomó la decisión de concentrarse en el Skeeter, abandonando así el requisito del Ministerio para el que el Ultra-light se estaba desarrollando para cubrir.
Al percatarse de que era improbable que el Ejército Británico encargara el Ultra-light , Fairey promovió el modelo para su posible uso en la Marina Real Británica. Si bien se realizaron algunas pruebas, incluyendo un prototipo que se probó con éxito para determinar su idoneidad a bordo de un portaaviones, la Marina pareció mostrarse poco entusiasmada con el Ultra-light  y quedó claro que el Ministerio no proporcionaría más financiación para su desarrollo. Reconociendo que las perspectivas de un encargo militar por parte de las fuerzas armadas británicas eran muy limitadas, la compañía decidió reorientar el Ultra-light para adaptarlo a las preferencias y necesidades de los operadores civiles.
Fairey desarrolló un modelo específico del Ultra-light para el mercado civil, diseñado específicamente para realizar funciones como comunicaciones y fumigación de cultivos. En consecuencia, un ejemplar con matrícula civil se exhibió en el Salón Aeronáutico de París de 1957, en el Aeropuerto de París-Le Bourget. Durante 1958, se obtuvo la certificación de aeronavegabilidad civil para el Ultra-light, lo que permitió su uso por parte de operadores civiles.
A pesar del considerable interés desde el extranjero, particularmente de clientes en los Estados Unidos y Canadá, no se recibieron pedidos para el modelo y sólo se construyeron los seis Ultra-light de desarrollo antes de que el programa fuera finalmente abandonado en 1959. Un factor importante en la decisión de Fairey de terminar los trabajos en el programa, además de la falta de pedidos, fueron los recursos limitados disponibles para la empresa y los niveles crecientes de trabajo en el entonces prometedor Fairey Rotodyne, un girodino mucho más grande que también hacía uso de reactores de punta y algunas de las características del Ultra-light.

## Supervivientes

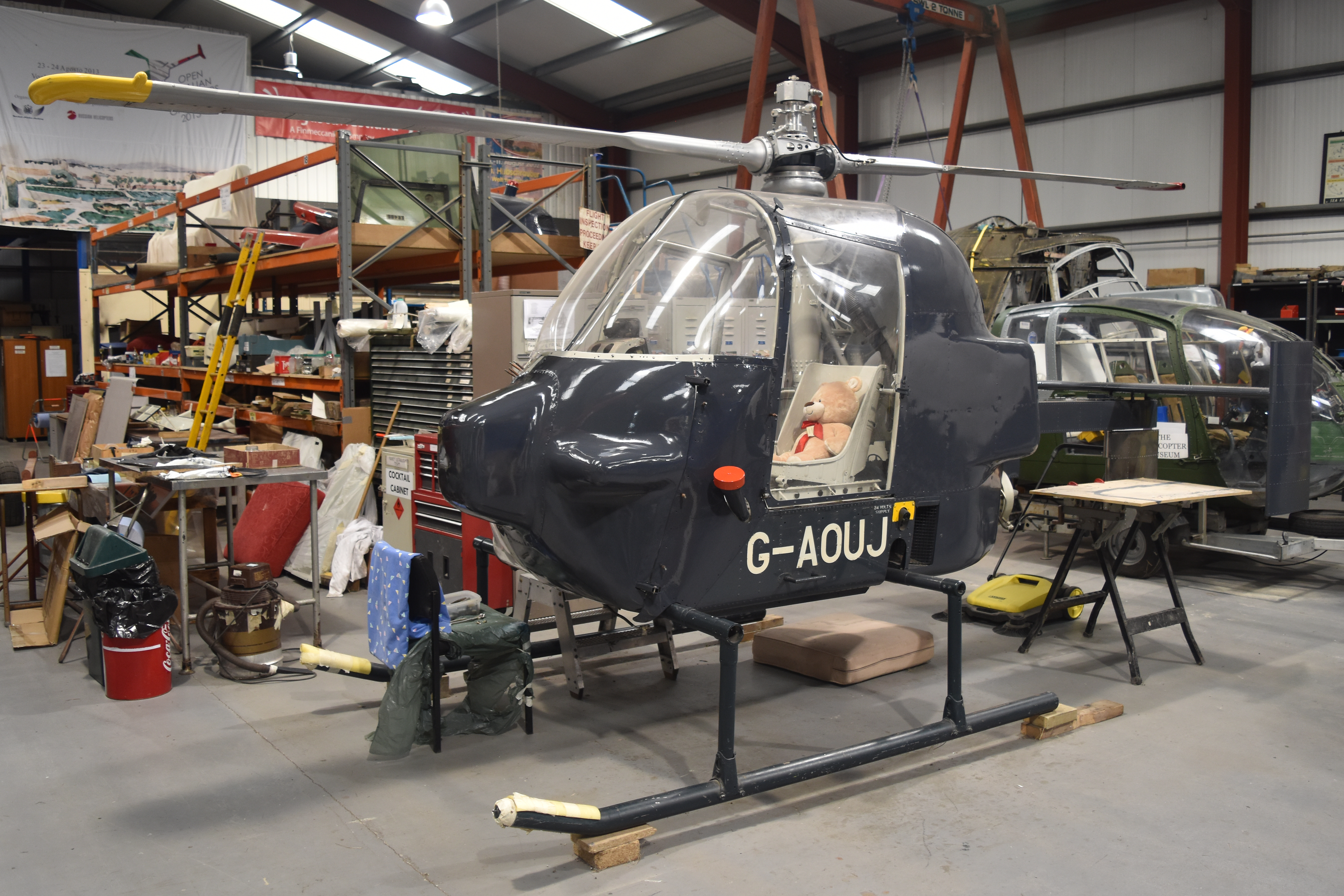
Un ejemplar restaurado en el Museo del Helicóptero de Weston-super-Mare, Reino Unido, en 2020.

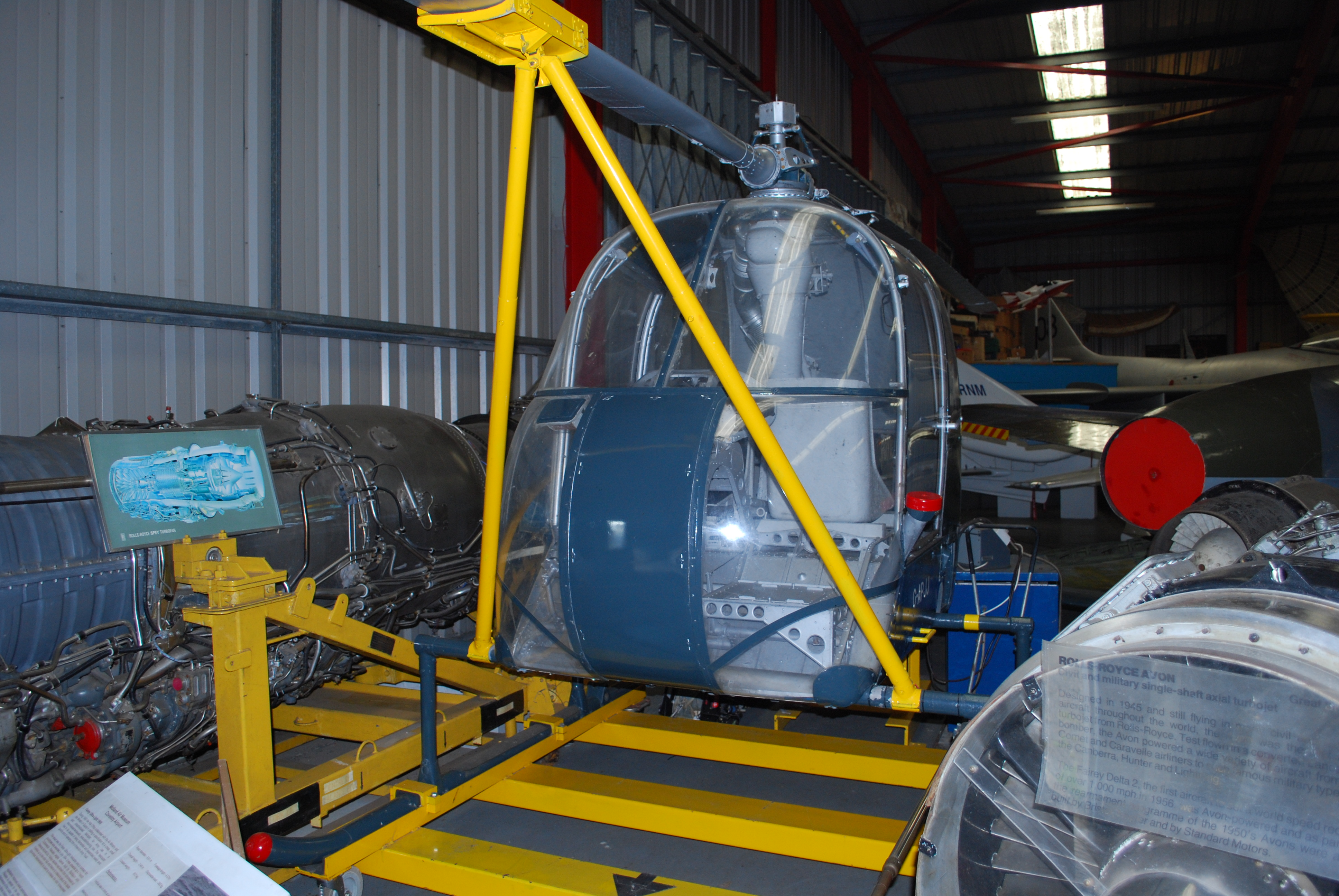
Fairey Ultra-light Helicopter, preservado y en exhibición en el Midland Air Museum, septiembre de 2011.

El segundo prototipo del Ultra-light, que contaba con un morro modificado para acomodar una camilla, fue diseñado como helicóptero de evacuación de heridos. En 1977, fue redescubierto en estado de abandono en una granja cerca de Harlow y rápidamente transferido al Museo del Helicóptero. En mayo de 1979, se trasladó a Weston-super-Mare y se almacenó antes de su restauración. Se adquirieron un juego de palas de rotor originales, un motor y la unidad de cola original. Fue restaurado y expuesto al público en julio de 2021.
El sexto prototipo en completarse, el G-APJJ, fue probado por el Royal Aircraft Establishment en Thurleigh, Bedford, y por la Marina Real, antes de ser retirado. Tras largos periodos de almacenamiento, se exhibió en el Museo Aéreo Midland del Aeropuerto de Coventry, ubicado en Baginton, al sur de la ciudad.

## Especificaciones
Referencia datos: Fairey Aircraft since 1915, Jane's All the World's Aircraft 1958-59 

### Características generales
- Tripulación: Dos
- Carga: 290 kg
- Longitud: 4,3 m (14,1 ft)
- Diámetro rotor principal: 8,6 m (28,3 ft)
- Altura: 2,5 m (8,2 ft)
- Peso cargado: 816 kg (1798,5 lb)
- Planta motriz: 1× turbina de gas Blackburn-Turbomeca BnPe.2 Palouste 500.
- Hélices: Rotor bipala

### Rendimiento
- Velocidad crucero (Vc): 158 km/h (98 MPH; 85 kt)
- Alcance: 290 km (157 nmi; 180 mi) ; 2 h 30 min (tropical)
- Régimen de ascenso: 4,8 m/s (945 ft/min) a nivel del mar

## Aeronaves relacionadas

### Aeronaves similares
- Bell H-13 Sioux
- Bell 47
- Hughes TH-55 Osage
- SNCASO SO.1221 Djinn
- Agusta A.105
- Kawasaki KH-4
- PZL SM-4 Łątka
- Saunders-Roe Skeeter
- Kamov Ka-15